# سمارانغ
سمارانغ (بالإندونيسية: Semarang)‏ هي مدينة على الساحل الشمالي لجزيرة جاوة، إندونيسيا. وهي عاصمة إقليم جاوة الوسطى وأكبر مدينة به. وتبلغ مساحتها 305.17 كم² ويبلغ عدد سكانها حوالي 1.5 مليون نسمة، بما يجعلها تحتل المرتبة التاسعة ضمن أكبر المدن سكانًا في إندونيسيا. ومع ذلك، إذا ما نحينا جاكرتا الكبرى جانبًا، فإن سورابايا وباندونغ وميدان هي الأكبر فقط من مدينة سمارانغ. ويبلغ عدد سكان سمارانغ الكبرى (aka Kedungsapur) ما يقارب 5 ملايين (طالع الجزء الخاص بـ "سمارانغ الكبرى")، وتقع عند . ويوجد بالمدينة، التي كانت ميناءً رئيسًا أثناء الحقبة الاستعمارية الهولندية، ولا تزال مركزًا وميناءً إقليميًا هامًا اليوم، عدد هائل من السكان الجاويين.

## الجغرافيا والمناخ

### معلومات جغرافية
تقع مدينة سمارانغ على الساحل الشمالي لجزيرة جاوة. وتم بناء الجزء الشمالي من المدينة عل السهل الساحلي في حين تم بناء الأجزاء الجنوبية، المعروفة باسم تشاندي لاما وتشاندي بارو، على أرض أكثر ارتفاعًا. وتتدفق عبر المدينة قناتان شيدهما الهولنديون للتحكم في الفيضانات السنوية، إحداهما على الجانب الأيمن والأخرى تتدفق عبر الجانب الغربي، ليقسمان المدينة إلى ثلاثة أجزاء رئيسة.

### المناخ
تتمتع مدينة سمارانغ بالمناخ الاستوائي للغابات المطيرة المتاخم لمناخ الرياح الموسمية الاستوائي. وتتمتع المدينة بمناخ مطير في بعض الشهور وجاف في شهور أخرى بشكل مميز، حيث تكون شهور يونيو ويوليو وأغسطس الأكثر جفافًا. ومع ذلك، لا يقل متوسط هطول الأمطار في أي من هذه الشهور عن 60 مم، وبالتالي تُصنف ضمن تصنيف الغابات الاستوائية المطيرة. وفي المتوسط تشهد مدينة سمارانغ هطول أمطار بمعدل 2800 مم سنويًا تقريبًا. ومتوسط درجات الحرارة في المدينة ثابتة نسبيًا، حيث أنها تحوم حول 28 درجة مئوية.